# Casal Velino
Casal Velino (Casalicchio in dialetto cilentano) è un comune italiano di 5 365 abitanti della provincia di Salerno in Campania.
Conosciuto sino al 1893 con il nome di "Casalicchio" (dal latino medievale casalicolus, "piccolo casale"), il territorio comunale fa parte della Costiera cilentana e del Parco nazionale del Cilento, Vallo di Diano e Alburni.

## Geografia fisica

### Territorio
Situata nel Cilento, regione storico-geografica della Lucania afferente alla Campania. Fa parte del Cilento e nel 2010 ha avuto anche il premio bandiera blu. È lontano 4 km da Ascea, 5 km da Pioppi (frazione di Pollica), 9 da Acciaroli (altra frazione di Pollica), 15 da Vallo della Lucania e circa 90 da Salerno.
- Classificazione sismica: zona 3 (sismicità bassa), Ordinanza PCM. 3274 del 20/03/2003.

### Clima
La stazione meteorologica più vicina è quella di Casal Velino. In base alla media trentennale di riferimento 1961-1990, la temperatura media del mese più freddo, gennaio, si attesta a +8,7 °C; quella del mese più caldo, agosto, è di +25,7 °C.
- Classificazione climatica: zona C, 1151 GG.

## Storia
Il borgo, denominato precedentemente Casalicchio, dal 1811 al 1860 ha fatto parte del circondario di Pollica, appartenente al distretto di Vallo del regno delle Due Sicilie.
Con l'annessione al regno di Sardegna ha cambiato il toponimo in Casal Velino (a volte Casalvelino in atti pubblici). Dal 1860 al 1927, durante il regno d'Italia ha fatto parte del mandamento di Pollica, appartenente al circondario di Vallo della Lucania.

### Simboli
Lo stemma e il gonfalone del comune sono stati concessi con D.P.R. del 28 maggio 2013 che modifica lo stemma precedentemente in uso che recava nel capo due rami di quercia e d’alloro, annodati da un nastro dai colori nazionali.
Stemma
Gonfalone

## Società

### Evoluzione demografica
Abitanti censiti

### Etnie e minoranze straniere
Al 31 dicembre 2007 a Casal Velino risultano residenti 154 cittadini stranieri. Le nazionalità più rappresentate sono:
1. Marocco, 56
2. Romania, 35

### Religione
La maggioranza della popolazione è di religione cristiana di confessione cattolica; il comune appartiene alla diocesi di Vallo della Lucania, con quattro parrocchie:
- Santa Maria Assunta
- San Matteo - si tratta di una nuova chiesa parrocchiale sita a Casalvelino Marina. La chiesa è stata costruita tra il 1970 e il 1974 ed è stata decorata dal ceramista napoletano Giuseppe Macedonio.
- San Michele Arcangelo
- Santa Chiara

L'altra confessione presente è quella evangelica con una comunità:
- Chiesa Cristiana Evangelica Pentecostale Assemblee di Dio in Italia (ADI).

## Geografia antropica

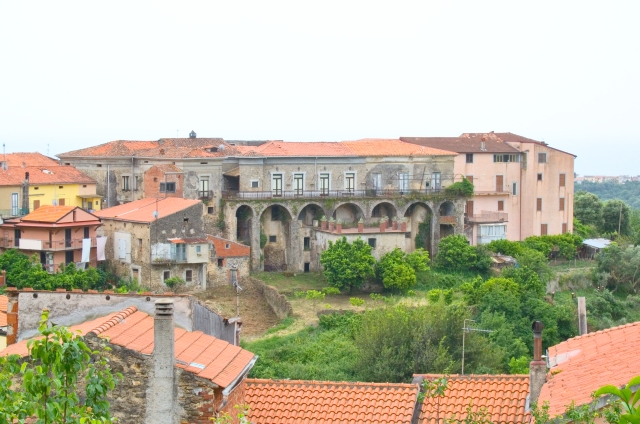
Frazione di Acquavella

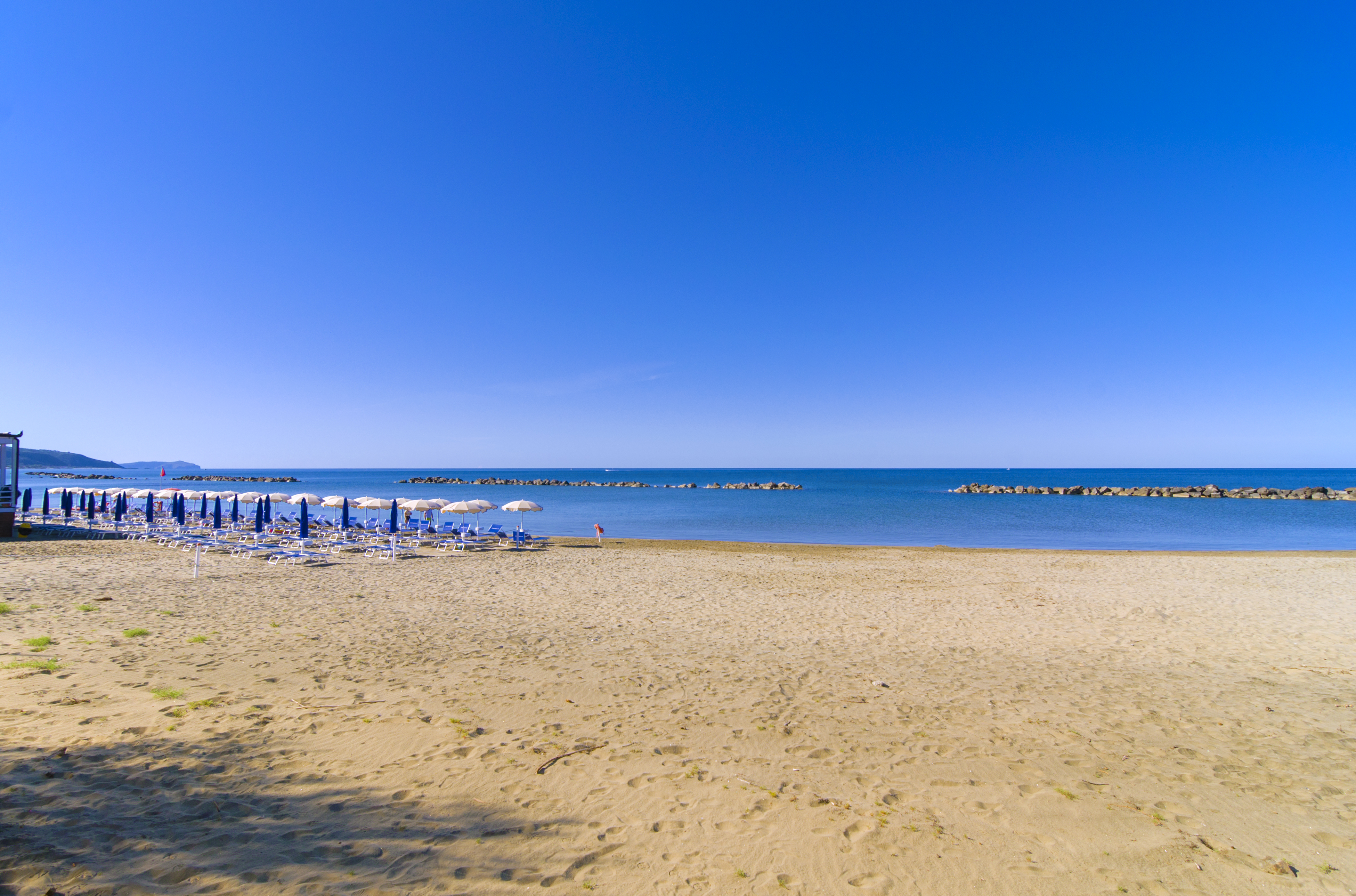
La spiaggia antistante Casal Velino Marina

### Frazioni
In base allo statuto comunale di Casal Velino, le frazioni sono:
- Acquavella 614 abitanti, 230 m s.l.m.;
- Bivio di Acquavella 799 abitanti, 13 m s.l.m.;
- Marina 1 010 abitanti, 10 m s.l.m., frazione più popolosa e dotata di porto turistico;
- Vallo Scalo 228 abitanti, 25 m s.l.m.

## Economia
Turismo balneare nella frazione Marina di Casal Velino.

## Infrastrutture e trasporti
Nel territorio comunale, nella frazione Vallo Scalo, insiste la stazione di Vallo della Lucania-Castelnuovo, servita da treni regionali, a lunga percorrenza e ad alta velocità; tuttavia, la stazione più vicina al centro abitato capoluogo e alla frazione Marina è in realtà quella di Ascea. Fino agli anni '90 il collegamento ferroviario avveniva anche dalla - ora dismessa - stazione di Casal Velino, situata in realtà nel comune di Castelnuovo Cilento, nella frazione Casal Velino Scalo (oggi Velina).

### Strade
- Strada statale 18 Tirrena Inferiore.
- Strada Regionale 267/d Innesto SP 15 (Acciaroli)-Innesto SP 161 (Casalvelino marina).
- Strada Regionale 267/e Innesto SP 161 (Casalvelino marina)-Innesto SR 447(Casalvelino scalo).
- Strada Provinciale 77 Innesto SP 15 (Pollica)-Stella Cilento-Acquavella-Innesto SR 267.
- Strada Provinciale 80 Innesto SS 80-Salento-Innesto SP 47.
- Strada Provinciale 108 Innesto SR 267-Casalvelino.
- Strada Provinciale 161 Innesto SR 267-Innesto SR 447(Ascea Marina).
- Strada Provinciale 274 Innesto SS 18-Pedemontana-Bivio S.Lucia-loc. Quattro Ponti-Innesto SR 267.
- Strada Provinciale 358 Innesto SR 267 — Innesto SP 108 (Cermoleo).
- Strada Provinciale 430/a Innesto SS 18 (Paestum)-Agropoli Nord-Agropoli Sud-Prignano Cilento-Perito-Omignano (loc. Ponti Rossi)-Vallo Scalo.
- Strada Provinciale 430/b Svincolo Vallo Scalo-Pattano-Vallo della Lucania-Ceraso-Cuccaro V.-Futani.
- Strada Provinciale 443 Casalvelino-Celso di Pollica.

### Porti
- Porto turistico della Marina di Casal Velino.

## Amministrazione
Di seguito è presentata una tabella relativa alle amministrazioni che si sono succedute in questo comune.
| Periodo           | Periodo                              | Primo cittadino   | Partito                                      | Carica  | Note   |
| ----------------- | ------------------------------------ | ----------------- | -------------------------------------------- | ------- | ------ |
| 23 aprile 1995    | 27 aprile 1995 (decesso del sindaco) | Paolo Correale    | Coalizione di Centro                         | Sindaco | [ 14 ] |
| 19 novembre 1995  | 16 aprile 2000                       | Antonio Morinelli | Coalizione di centrosinistra (liste civiche) | Sindaco | [ 14 ] |
| 16 aprile 2000    | 4 aprile 2005                        | Antonio Morinelli | Coalizione di centrosinistra (liste civiche) | Sindaco | [ 14 ] |
| 4 aprile 2005     | 29 marzo 2010                        | Domenico Giordano | lista civica "Il Veliero"                    | Sindaco | [ 14 ] |
| 29 marzo 2010     | 31 maggio 2015                       | Domenico Giordano | lista civica "Il Veliero"                    | Sindaco | [ 14 ] |
| 31 maggio 2015    | 21 settembre 2020                    | Silvia Pisapia    | lista civica "Il Veliero"                    | Sindaco | [ 14 ] |
| 21 settembre 2020 | in carica                            | Silvia Pisapia    | lista civica "Il Veliero"                    | Sindaco | [ 14 ] |

### Altre informazioni amministrative
Le competenze in materia di difesa del suolo sono delegate dalla Campania all'Autorità di bacino regionale Sinistra Sele.